# Unisys
Unisys — американська комп'ютерна компанія зі штаб-квартирою в штаті Пенсильванія.

## Історія

#### Заснування компанії
У компанії Unisys довга історія в ІТ-галузі. Компанія простежує своє коріння до заснування American Arithmometer Company (пізніше — Burroughs Corporation) в 1886 році і Sperry Gyroscope Company в 1910 році. Серед її попередників, які також зрештою влилися в Unisys були — Eckert-Mauchly Computer Corporation, засновники якої створили ENIAC в 1946 році, перший у світі комп'ютер загального призначення. 
1996 року компанія була учасником консорціуму UML Partners з розробки специфікації UML.

#### Придбання Unisys Federal
У лютому 2020 року SAIC оголосила про плани придбати Unisys Federal, федеральну оборонну компанію, за 1,2 мільярда доларів. Список федеральних замовників компанії включав понад десяток військових і цивільних відомств. В рамках придбання Unisys уклала ліцензійну угоду з SAIC на продовження надання свого програмного забезпечення федеральним клієнтам.

#### Співпраця з Міністерством внутрішніх справ Австралії
У червні 2020 року була запущена система біометричної ідентифікації Міністерства внутрішніх справ Австралії, створена частково завдяки партнерству з Unisys.

#### Придбання Unify Square, Mobinergy та CompuGain
У червні 2021 року компанія оголосила про придбання Unify Square. Unify Square надає програмне забезпечення та послуги, які допомагають підприємствам керувати платформами для спільної роботи та комунікації, такими як Zoom та Microsoft Teams. У листопаді було придбано Mobinergy, компанію з розробки програмного забезпечення для управління мобільними пристроями, а в грудні Unisys придбала CompuGain, партнера з розширеного консалтингу Amazon Web Services.

#### Партнерство з Vodafone
У липні 2021 року Unisys уклала партнерство з Vodafone, щоб допомогти компанії розвивати свої ІТ-послуги. Вони запустили "Цифрову фабрику Vodafone", і Unisys допомогла клієнтам Vodafone з такими технологіями, як штучний інтелект, віртуальна та доповнена реальність і блокчейн.

#### Приєднання до Plug and Play Enterprise Tech
У травні 2022 року компанія приєдналася до програми Plug and Play Enterprise Tech, що дозволило Unisys співпрацювати з технологічними стартапами для отримання доступу до нових технологій на ранніх стадіях і їх використання.